# Tom Kreling
Tom Kreling (Assen, 1980) is een Nederlandse onderzoeksjournalist en schrijver. 
Na de Gomarus Scholengemeenschap in Groningen ging Kreling in 2000 naar de School voor Journalistiek in Utrecht. Al tijdens zijn studie werkte hij bij NRC Handelsblad, eerst onder meer op de Amsterdamse redactie, later op de economische redactie.
Als financieel onderzoeksjournalist schrijft hij sinds 2015 voor de Volkskrant. Kreling schrijft over verschillende onderwerpen, maar vaak is het volgen van geldstromen het uitgangspunt. In 2022 keerde hij terug bij NRC. 

## Onderzoeksjournalist
Kreling werkt vaak samen met iemand anders. Zo reconstrueerde hij samen met Esther Rosenberg de ondergang van de voormalige spaarbank SNS Reaal. De bank raakte na een succesvolle beursgang in de problemen door grootscheepse aankoop van vastgoed. De bank moest daardoor in 2013 na ABN Amro als tweede Nederlandse bank worden genationaliseerd. 

## Erkenning
In 2013 met won hij samen met Esther Rosenberg de journalistieke prijs De Loep voor een serie verhalen over de financiële problemen van SNS Reaal. Het boek Giftig Krediet over de ondergang van de SNS-bank werd genomineerd voor de M.J. Brusseprijs.
In 2014 kreeg Kreling samen met Hugo Logtenberg de Tegel 2014.  Ik wilde de wereld verbeteren was een interview met de voor corruptie veroordeelde oud-VVD gedeputeerde Ton Hooijmaijers.
Zijn artikel Hacks, manipulatie en diefstal: Rusland deed alles om het MH17-onderzoek te dwarsbomen dat hij maakte met Huub Modderkolk werd in 2020 beloond met de De Loep in de categorie 'Opsporende journalistiek'. 
Voor hun onthullingen rond de mondkapjesdeal door Sywert van Lienden wonnen Kreling en Frank Hendrickx de journalistieke prijs De Tegel 2021 in de categorie 'Nieuws' en De Loep in de categorie 'Opsporend'.

## Prijzen
- De Loep (2020)
- De Loep (2021)
- De Tegel (2021)
- De Loep (2013)
- De Tegel (2013)